# Villa Strandvik

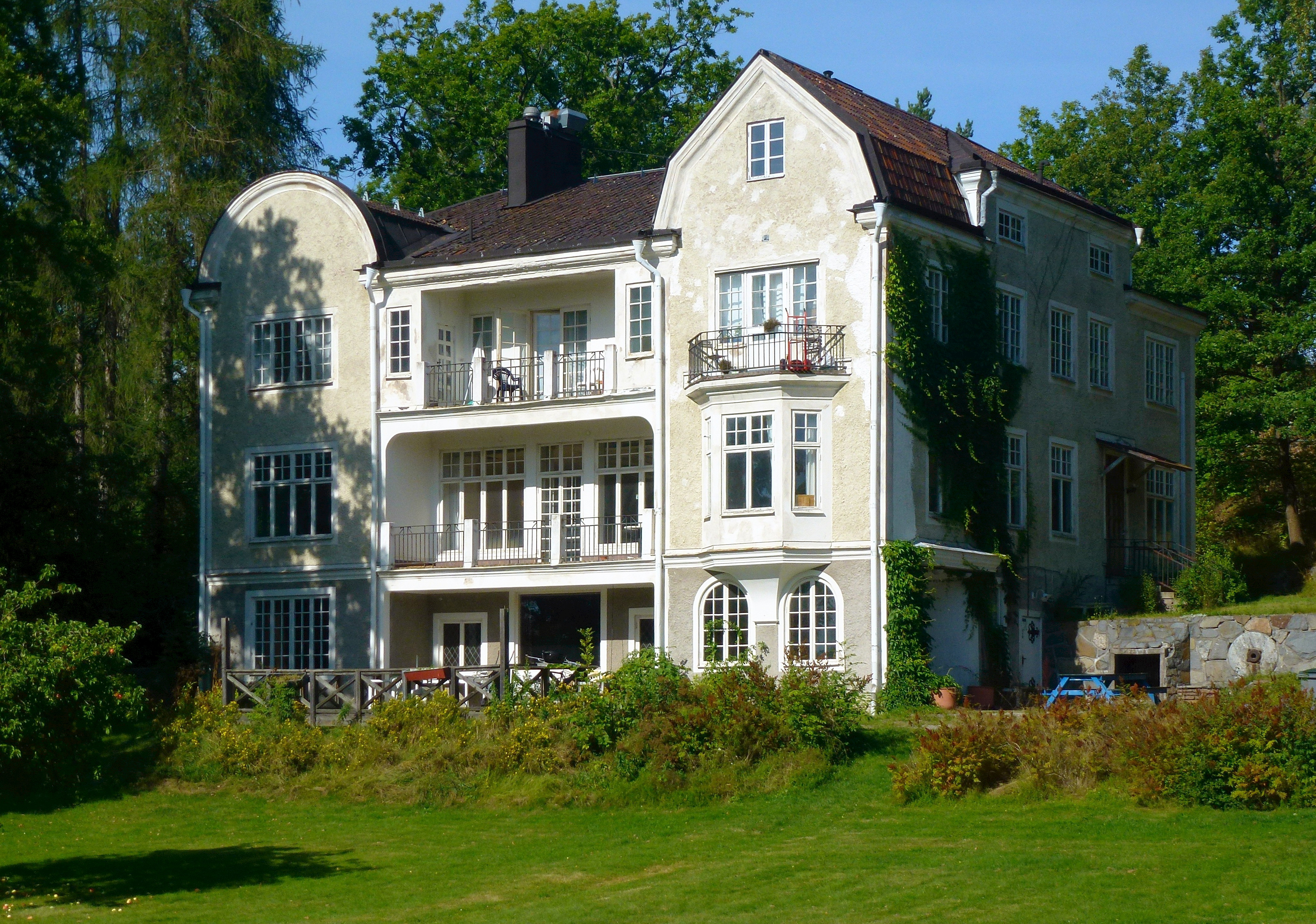
Villa Strandvik i september 2015, fasad mot Farstaviken.

Villa Strandvik uppfördes ursprungligen som exklusiv privatvilla i jugendstil vid Farstavikens norra strand strax väster om Gustavsberg i Värmdö kommun. Villan byggdes åren 1911–1912, troligen efter arkitekt Ferdinand Bobergs ritningar. Beställare var ingenjör Axel Odelberg, son till direktör Wilhelm Odelberg och styrelseordförande vid Gustavsbergs porslinsfabrik mellan 1924 och 1937. Efter 1937 hade villan många olika funktioner, bland annat som mäss, hotell, kontor och senast som behandlingshem. År 2000 förvärvades Strandvik av byggföretaget JM. Värmdö kommun har pekat ut Villa Strandvik som kulturhistoriskt omistlig. Det finns planer på att bygga om Strandvik till seniorbostäder.

## Husets arkitekt
Om vem som var Villa Strandviks arkitekt råder det delade meningar. I Ann Thorson Waltons bok Ferdinand Boberg - architect: the complete work från 1994 tillskrivs Strandvik tveklöst Ferdinand Boberg. Men även beställarens hustru, brittiskfödda Maud Jane Beavis (1873-1962), var enligt Walton involverad i husets formgivning.
Enligt en utredning utförd av Nyréns arkitektkontor har frågan om vem som är husets arkitekt aldrig klarlagts. Ursprungsritningarna är signerade av byggmästaren G. A. Bengtsson och möjligtvis ritade han även huset.

## Historik

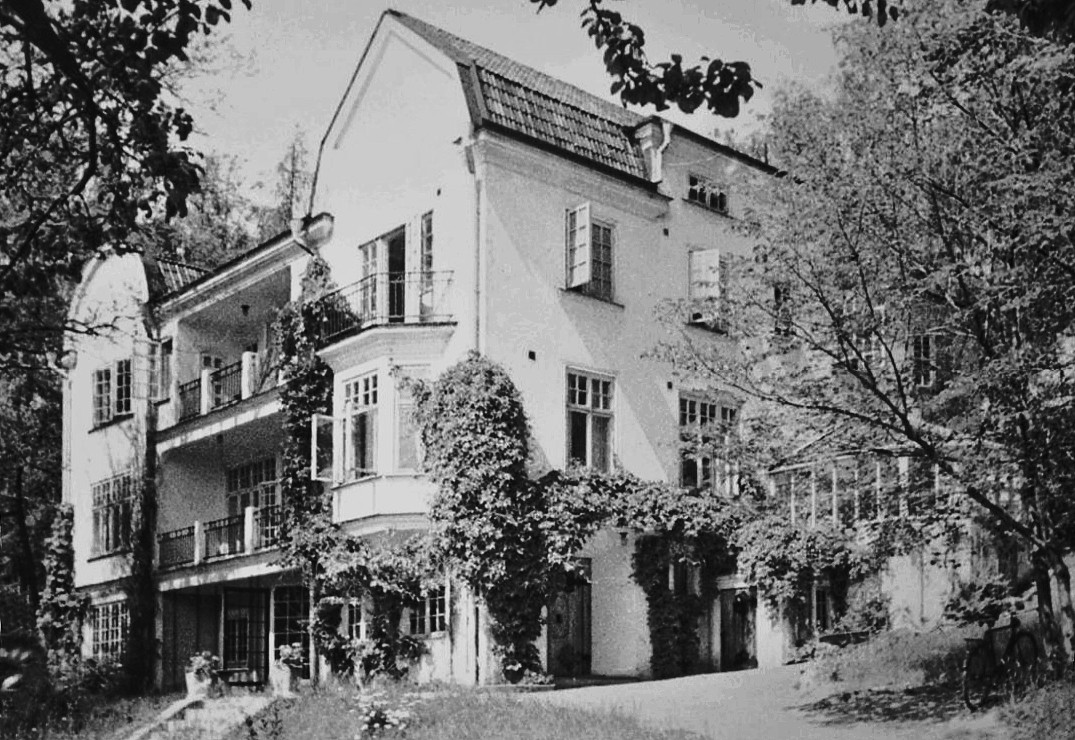
Villa Strandvik på 1930-talet.

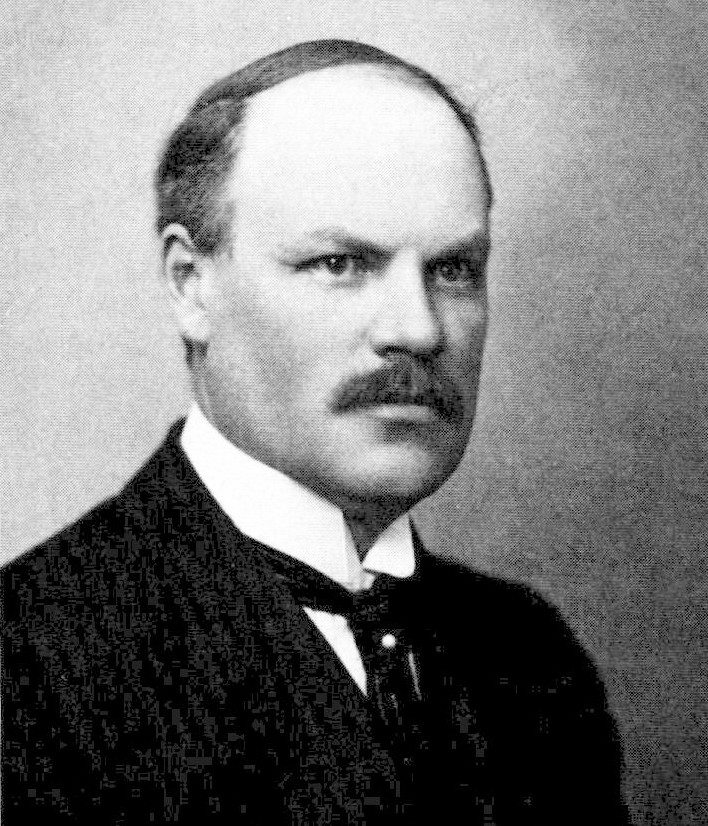
Byggherren Axel Odelberg.

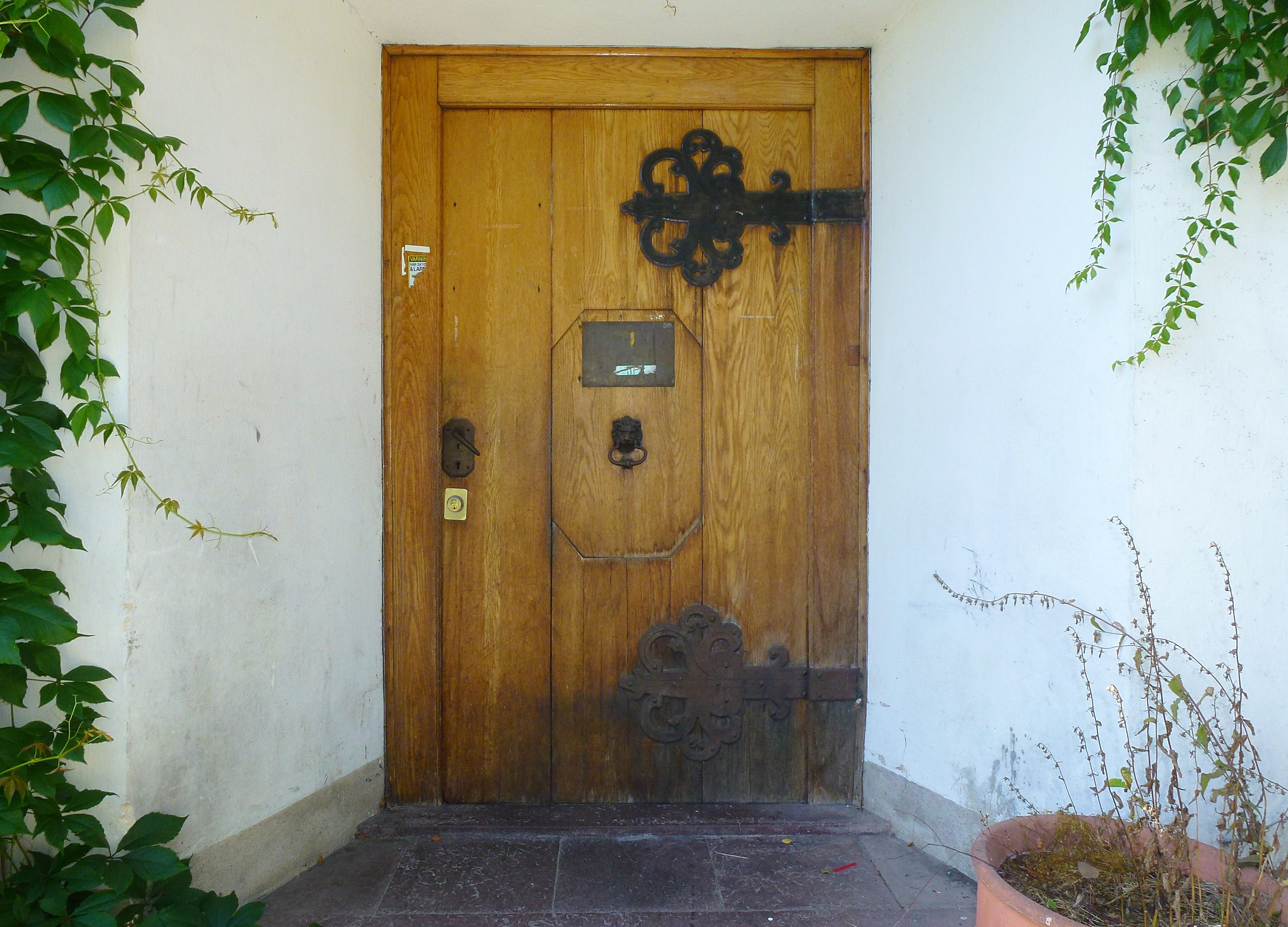
Villans bastanta entrédörr.

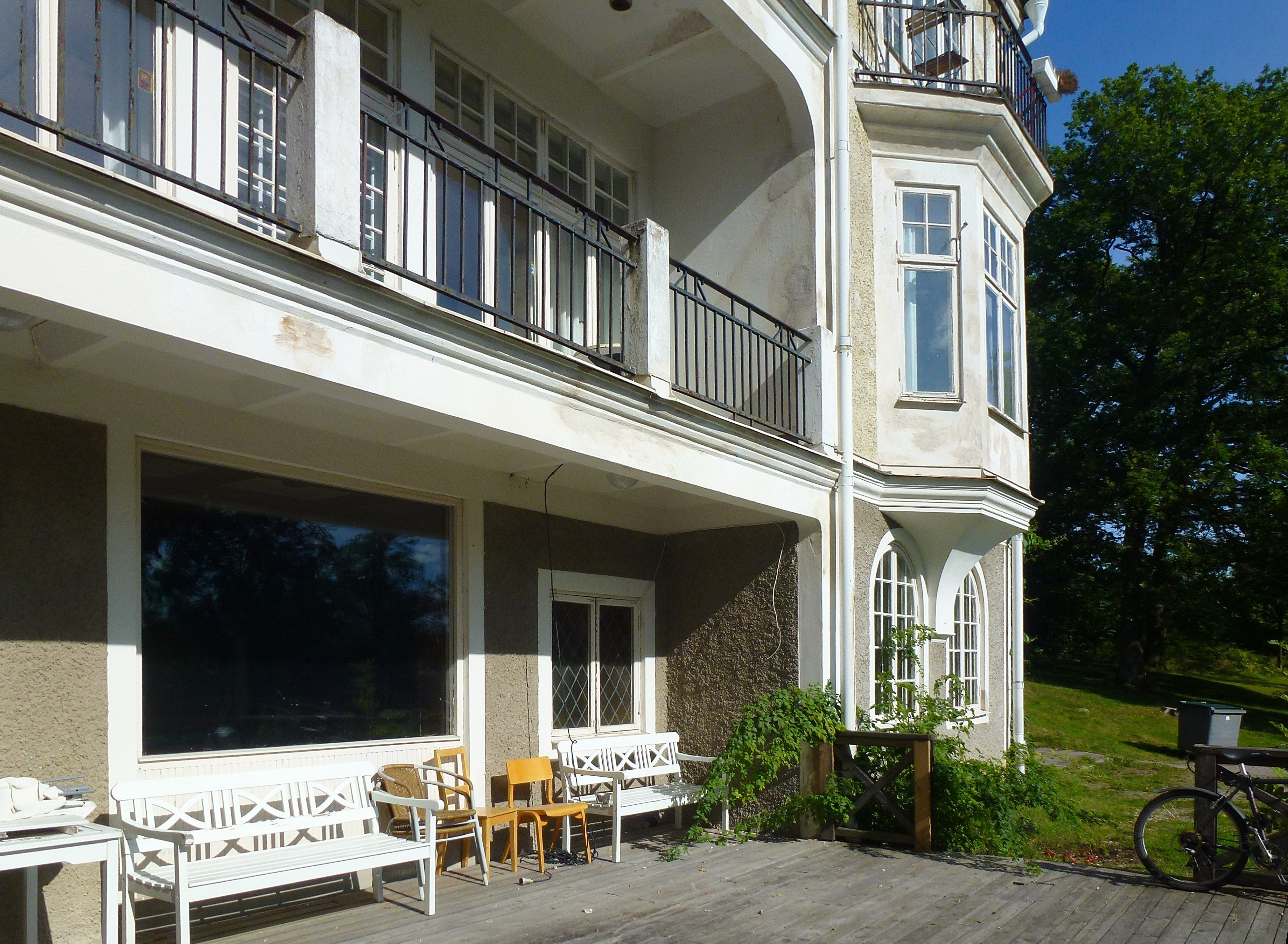
Souterräng- och mellanplan.

Under sin tid som formgivare på Gustavsbergs porslinsfabrik fick Ferdinand Boberg 1910 och 1911 uppdraget att rita två exklusiva stenvillor för Wilhelm Odelbergs äldste son Axel (född 1873) och äldsta dotter Maria Bennich (född Odelberg 1870). För Marias villa bestämdes Farsta udde, en liten udde i Farstaviken nära Farsta slott, där fadern bodde (se Villa Farsta udde).
Axel Odelberg anställdes 1895 och var styrelseordförande vid porslinsfabriken mellan 1924 och 1937. För hans villa valdes en södervänd strandtomt längst in i Farstaviken mittemot porslinsfabrikens anläggning. Byggnaden placerades i sluttningen ner mot viken. Mot söder har huset tre våningar som öppnar upp sig mot Farstaviken. Mot norr och gamla landsvägen fick villan två våningar och fasaden ger här ett mera tillslutet intryck. Arkitekturen är jugend och fasaderna utformades med spritputs i ljusgul kulör och slätputsad dekor i vitt samt profilerad takfot och våningsavskiljande listverk i vitt. 
Södra fasaden är tredelad genom en gavelliknande byggnadsvolym åt väster och en mot öster, däremellan ligger, indragen i fasaden, två balkonger över varandra. Den östra gaveln pryds av ett burspråk med balkong. Intressant är gavlarnas takutformning, där den västra har halvrund gavelspets och den östra en bruten. Ett liknande stilmedel använde Boberg på varuhuset NKs fasad mot Hamngatan som ritades ungefär samtidigt.
Villan fick en nästan kvadratisk grundplan, 18.0 meter lång och 16,2 meter bred. Huvudentrén med en bastant, järnbeslagen ekdörr placerades i östra nedre hörn av undre våningsplanet (souterrängplan). I centrum  märks här en stor hall som ursprungligen hade glasade dubbeldörrar till parken (numera igensatta av ett stort fönster). På samma plan låg dessutom köket, diskrum, matkällare, pannrum, förråd och liknande. 
Husets representativa rum med utsikt över Farstaviken anordnades strikt symmetriskt på mellanvåningen, med salong i mitten och matsal respektive fruns rum i vardera gavel. Mot norr märks huvudtrappan i ek med dubbla trapplopp i centrum och jungfrukammare respektive gästrum till höger och vänster om trappen. Tjänstefolket fick använda en väl dold spiraltrappa i västra delen av huset. I bibliotek och salong uppsattes öppna spisar smyckade av kopparplåt och keramiska plattor med jugendmotiv, som möjligtvis formgavs av Boberg och tillverkades på porslinsfabriken. Troligen stod bakom tillkomsten av huvudtrappan och de båda engelskinspirerade eldstäderna byggherrens hustru Maude, eftersom de är ovanliga i svensk arkitektur.
I övre våningsplanet fanns bland annat parets sängkammare, barnens rum, rum för guvernanten, gästrum och två badrum. De ursprungliga planlösningarna är i stort välbevarade, men ytskikt på golv, väggar och tak har blivit förändrade i samband med flera ombyggnader. Det finns planer på att, i samband med en framtida ombyggnad till seniorbostäder, återställer flera av de ursprungliga ytskikten.

## Villans vidare öden
Efter att villans ursprungliga ägare, Axel Odelberg, lämnade sin befattning på porslinsfabriken samt huset 1937 och Kooperativa förbundet tog över verksamheten, fick Strandvik många olika funktioner, bland annat som porslinsfabrikens mäss, representationsvilla, hotell och kontor. År 2000 förvärvade byggnadsföretaget JM fastigheten. I april 2011 öppnade Värmdö kommun sin första alkohol- och drogterapeutiska gruppbehandling i Villa Strandvik. För närvarande (2015) finns planer på att inrätta seniorbostäder i huset och att låta villans park ingå i ett sammanhängande parkstråk genom hela centrala Gustavsberg.

## Villans funktioner genom åren

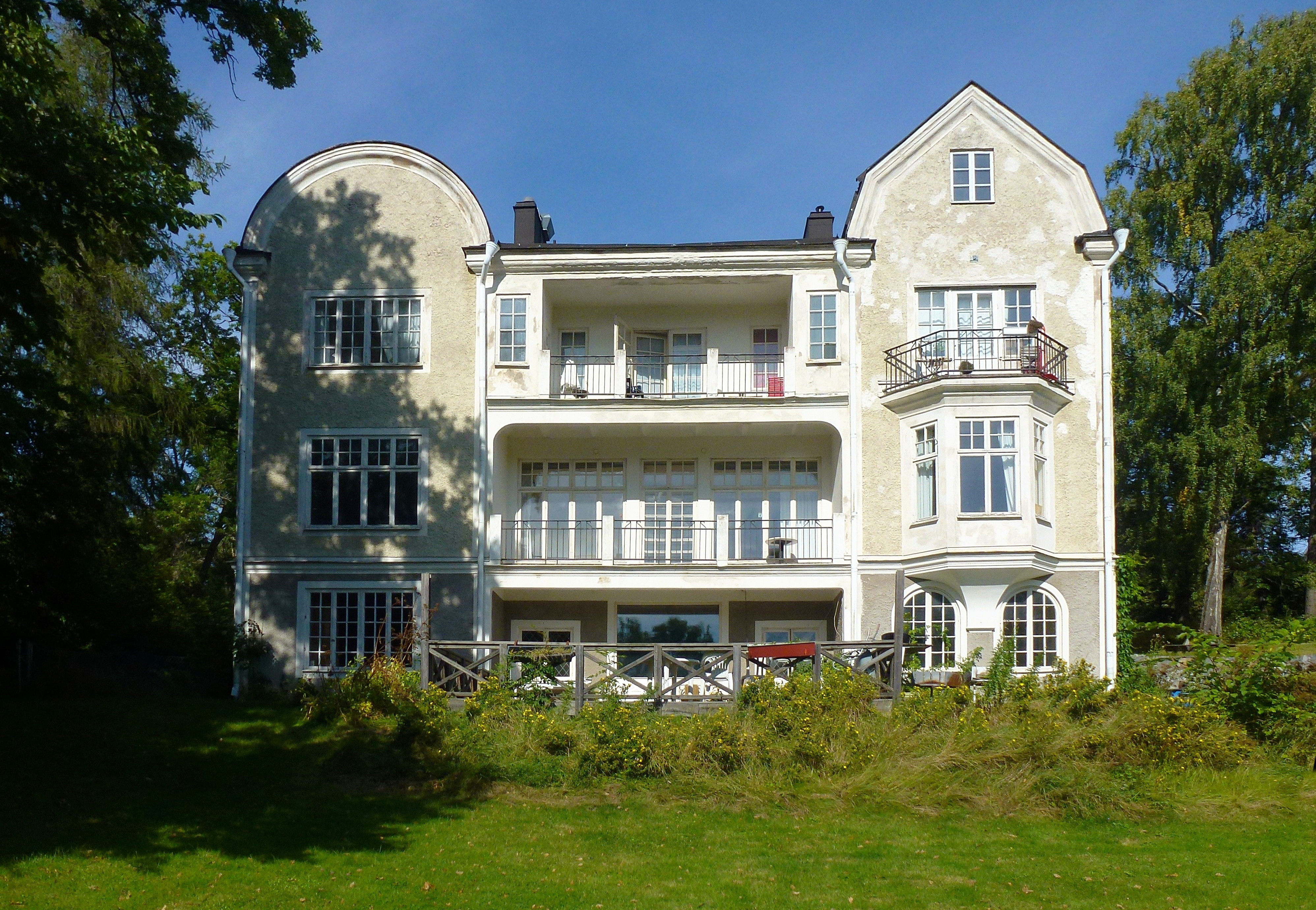
Villa Strandvik, fasad mot syd.

- Privatvilla för Axel Odelberg och familj (1911-1937)
- Kooperativa förbundet  blir ägare och inrättar porslinsfabrikens tjänstemannamäss (1939-1946)
- Ombyggnad och därefter porslinsfabrikens representationshus (1950-tal till 1980-talets mitt)
- Ombyggnad och därefter brukshotell, restaurang och pub (1980-talets mitt till ca 2002)
- JM förvärvar fastigheten (2000)
- JM har bland annat kontor och konferenslokaler i huset (2002-2010)
- Omsorgsverksamhet som drivs av socialtjänsten i Värmdö kommun (2011-)